# Bombeck (Salzwedel)
Bombeck gehört zur Ortschaft Osterwohle und ist ein Ortsteil der Hansestadt Salzwedel und im Altmarkkreis Salzwedel in Sachsen-Anhalt.

## Geographie
Bombeck, ein Rundplatzdorf mit Kirche auf dem Platz, liegt einen Kilometer östlich von Osterwohle und neun Kilometer westlich von Salzwedel am Flüsschen Alte Dumme in der Altmark. Im Norden liegt der Hohe Schafstall mit einer Höhe von etwa 50 Metern.

## Geschichte

### Mittelalter bis Neuzeit
Im Landbuch der Mark Brandenburg von 1375 wird der Ort als Boumbeke, früher als Bonnibeke gelesen, aufgeführt. Die von dem Knesebeck besaßen vier Höfe. Weitere Nennungen sind 1608 Bombke, 1687 Bomcke und 1804 Bombeck.
Bei der Bodenreform wurden 1945 erfasst: 17 Besitzungen unter 100 Hektar hatten zusammen 325 Hektar. Die Kirche besaß 52 Hektar Land.

### Archäologie
Im Jahre 1935 wurden beim Gartengraben im Westen des Dorfes am Pfarrgarten Scherben einer vermutlich jungslawisch-frühdeutschen Siedlung gefunden und an das Danneil-Museum in Salzwedel übergeben, das die Funde in das 11. oder 12. Jahrhundert datierte.

### Eingemeindungen
Bombeck war eine eigenständige Gemeinde im Landkreis Salzwedel. Am 20. Juli 1950 wurde Bombeck in die Gemeinde Osterwohle eingemeindet.
Bis Ende 2009 gehörte der Ortsteil Bombeck zur eigenständigen Gemeinde Osterwohle – gemeinsam mit den Ortsteilen Osterwohle, Klein Gerstedt, Groß Gerstedt (mit dem Wohnplatz Wolfsmühle) und Wistedt – und war Mitglied der Verwaltungsgemeinschaft Salzwedel-Land. Seit dem 1. Januar 2010 gehört der Ortsteil Bombeck zur neu gebildeten Ortschaft Osterwohle und damit zur Stadt Salzwedel.

### Einwohnerentwicklung
| Jahr | Einwohner |
| ---- | --------- |
| 1734 | 081       |
| 1774 | 083       |
| 1789 | 104       |
| 1798 | 087       |
| 1801 | 089       |
| 1818 | 115       |
| 1840 | 176       |
| 1864 | 201       |
| 1871 | 167       |

| Jahr | Einwohner |
| ---- | --------- |
| 1885 | 189       |
| 1892 | [0]177    |
| 1895 | 165       |
| 1900 | [0]166    |
| 1905 | 162       |
| 1910 | [0]121    |
| 1925 | 166       |
| 1939 | 131       |
| 1946 | 226       |

| Jahr | Einwohner |
| ---- | --------- |
| 2010 | [00]75    |
| 2014 | [00]77    |
| 2015 | [00]77    |
| 2020 | [00]85    |
| 2021 | [00]87    |
| 2022 | [00]85    |
| 2023 | [0]82     |

Quelle, wenn nicht angegeben, bis 1946:

## Religion
Die evangelische Kirchengemeinde Bombeck, die früher zur Pfarrei Bombeck gehörte, wird heute betreut vom Pfarrbereich Osterwohle-Dähre im Kirchenkreis Salzwedel im Bischofssprengel Magdeburg der Evangelischen Kirche in Mitteldeutschland.
Die ältesten überlieferten Kirchenbücher für Bombeck stammen aus dem Jahre 1760.

## Kultur und Sehenswürdigkeiten
- Die evangelische Dorfkirche Bombeck ist ein Feldsteinbau aus dem 15. Jahrhundert mit teilweise spätgotischer Ausmalung. Sie war die Mutterkirche der Kirchengemeinde Bombeck mit Filialkirchen in Groß Gerstedt, Klein Gerstedt, Klein Wieblitz, Eversdorf, Rockenthin, Hestedt, Seeben und Cheine.[14]
- Der Ortsfriedhof ist auf dem Kirchhof.
- Vor der Kirche in Bombeck steht ein Denkmal für Kriegsopfer, eine abgestufte Wand, gekrönt von einem Eisernen Kreuz und zwei Stahlhelmen.[17]